# Julien Lizeroux
Julien Lizeroux, född 5 september 1979, är en fransk före detta alpin skidåkare.
Lizeroux debuterade i världscupen i Kitzbühel den 23 januari 2000, elva månader senare tog han sina första världscuppoäng då han slutade på femtonde plats vid en slalomtävling i Madonna di Campiglio.
Vid VM 2009 vann han silver i superkombinationen efter norrmannen Aksel Lund Svindal.
Lizeroux lever ihop med skidåkaren Tessa Worley.

## Världscupsegrar
| Datum           | Plats         | Disciplin |
| --------------- | ------------- | --------- |
| 25 januari 2009 | Kitzbühel     | Slalom    |
| 1 mars 2009     | Kranjska Gora | Slalom    |
| 10 januari 2010 | Adelboden     | Slalom    |